# Mini & Maxi
Mini & Maxi was een kleinkunstduo dat bestond uit Karel de Rooij (Mini) en Peter de Jong (Maxi). Het duo trad van 1969 tot 2017 onder deze naam op. 

## Geschiedenis
In 1967 deden ze beiden onafhankelijk van elkaar een auditie bij de Tom Mandersshow. Karel de Rooij zat op het conservatorium en speelde trombone, Peter de Jong was autodidact pianist. Na twee jaar stopten ze bij Tom Manders. Ze speelden vervolgens onder andere bij de Gert en Hermienshow. Daar deden ze een succesvolle improvisatie, tot ergernis van Gert, en besloten ze samen verder te gaan als duo onder de naam Mini en Maxi (vernoemd naar het merk brandblusser Minimax volgens een lezing, of naar de mini mode volgens een andere lezing).
Vijftien jaar lang traden ze op met kleine sketches, zoals de zesdelige Mini en Maxi show uit 1981 en Clowns in Gloria uit 1982 uitgezonden bij de KRO, totdat ze in 1984 hun eerste volwaardige theatervoorstelling Sprakeloos ten tonele brachten. De show werd een groot succes en werd opgevoerd op de gehele wereld inclusief de Sovjet Unie. Met de show won het duo de eerste prijs tijdens het Theaterfestival in Cannes (Performance d’Acteur Cannes Festival, toen nog Festival international du Café-théâtre de Cannes genaamd). In 1986 volgde een televisieproductie Het Concert die werd uitgezonden bij de AVRO. Voor deze show ontvingen Mini & Maxi in 1987 de Zilveren Roos in Montreux.
Er volgden meer shows zoals het zesdelige televisieprogramma bestaande uit sketches Sorry uit 1991, Scherzo in 1994 waarvoor ze de Scheveningen Cabaret Prijs ontvingen en Split in 1998.
In 1999 ontvingen ze de Johan Kaart Prijs voor hun verdiensten op het gebied van theateramusement.
Met hun voorstelling City, die ruim honderdduizend bezoekers trok, openden ze in 2001 het nieuwe Luxor Theater in Rotterdam. In 2001 ontvingen ze de eerste Toon Hermans Award. In januari 2002 begonnen ze met hun show 35 jaar theater, waarin ze veel van hun bijzondere acts uit de soms legendarische theatershows van de afgelopen dertig jaar in reprise brachten. In 2002 moesten ze de tour abrupt afbreken, Peter de Jong kreeg een nekhernia, door een val tijdens een komische act, en kon daardoor de optredens niet voortzetten. Ze gaven aan nooit meer op te treden.
In januari 2007 zijn er opnames opgedoken van hun laatste show, deze zijn gefilmd door de vader van musicalster Pia Douwes. Door de nekhernia van Peter de Jong was het niet mogelijk om een tv-registratie te maken, maar door deze opname is het programma toch vastgelegd.
Nadat ze moesten stoppen als Mini & Maxi, bleven De Rooij en De Jong samen optreden. Ze stonden in 2004 en 2005 op het podium met een enscenering van Wachten op Godot van de schrijver Samuel Beckett door het Nationale Toneel. Het tweede jaar was het zelfs een 'Topstuk'. Na Wachten op Godot, zijn ze in 2006 wederom samen het podium opgegaan, nu met een enscenering van The Sunshine Boys, een tragikomedie over een variétéduo dat na jaren ruzie probeert nog één keer samen op te treden en in 2009 in De ingebeelde zieke van Molière door De Utrechtse Spelen. In 2010 speelden ze mee in het ballet Don Quichot door Het Nationale Ballet als Don Quichot en knecht Sancho Panza. In 2013 ontvingen ze de Blijvend applaus prijs; enigszins voorbarig, zo bleek, want in 2015 kwamen ze toch terug met hun nieuwe voorstelling NU!.